# دائرة المنصورة (ولاية غرداية)
دائرة المنصورة دائرة من دوائر ولاية غرداية وعاصمتها المنصورة. وتضم بلديات المنصورة وحاسي الفحل.